# Bruty
Bruty (bis 1948 slowakisch „Bart“; deutsch Barth, ungarisch Bart) ist eine Gemeinde im Westen der Slowakei mit 605 Einwohnern (Stand 31. Dezember 2024), die zum Okres Nové Zámky, einem Kreis des Nitriansky kraj, gehört.

## Geographie
Die Gemeinde befindet sich am östlichen Rand des Hügellands Hronská pahorkatina innerhalb des slowakischen Donautieflands, an den Bächen Brutský potok und Blatnický potok, die östlich des Ortes in den kleinen Stausee Bruty fließen und zum Einzugsgebiet des Hron gehören. Das Ortszentrum liegt auf einer Höhe von 156 m n.m. und ist 20 Kilometer von Štúrovo sowie 49 Kilometer von Nové Zámky entfernt.
Nachbargemeinden sind Keť im Norden, Bíňa im Osten, Kamenín im Südosten, Šarkan (Ortsteil Diva) im Süden, Svodín im Südwesten und Westen und Veľké Ludince im Nordwesten.

## Geschichte

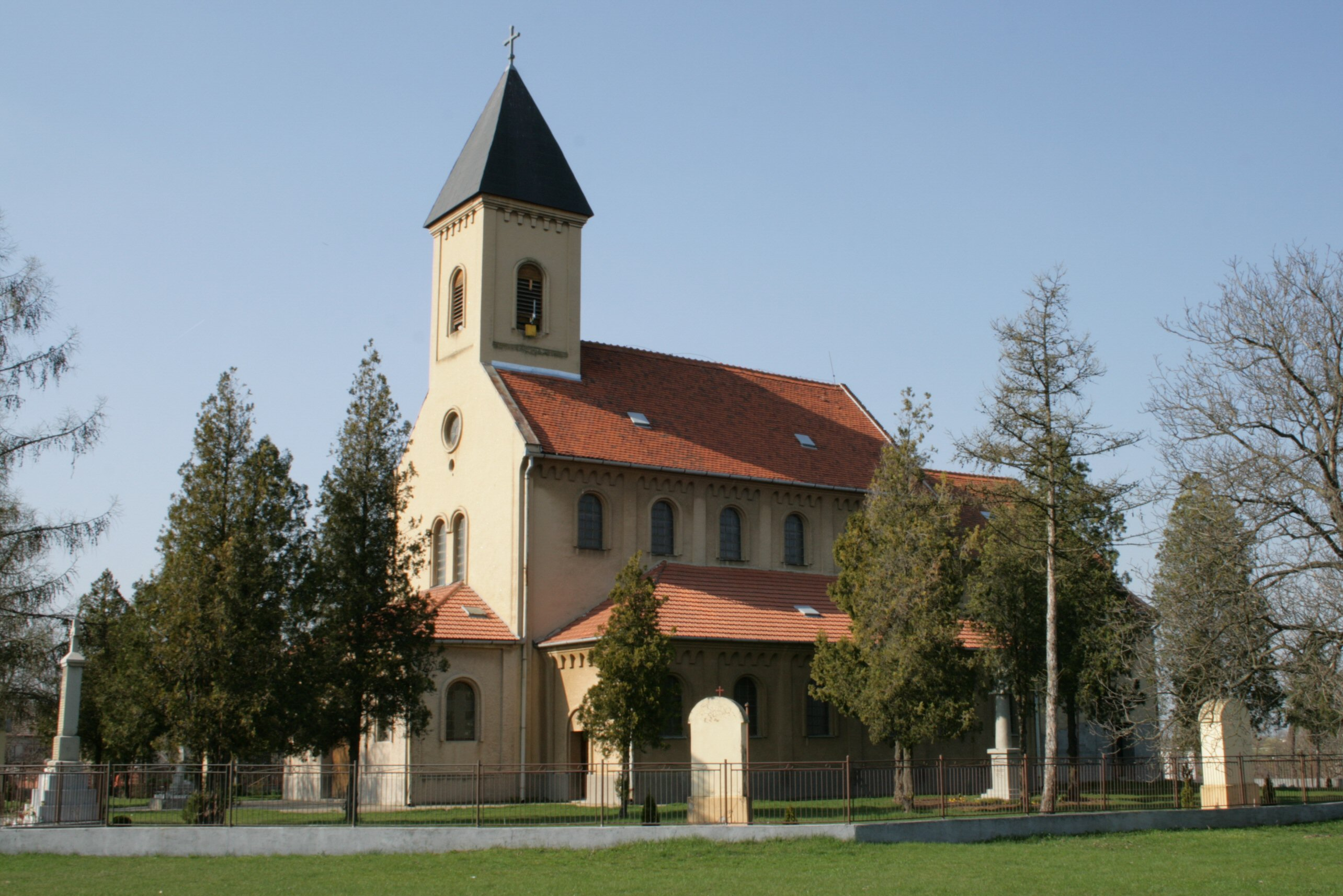
Kirche in Bruty

Bruty wurde zum ersten Mal 1223 als Buruth schriftlich erwähnt. Zuerst war das Dorf Besitz der örtlichen Familie Barti, ab dem Jahr 1272 gehörte es dem Gespan der Burg Bana Andreas sowie seinem Bruder Gregor, später dem Graner Propst und vom 15. bis zum 20. Jahrhundert dem Erzbistum Gran. 1489 kauften sich die Einwohner vom Frondienst frei. Im 16. Jahrhundert verödete das Dorf wegen türkischer Angriffe und wurde 1696 neu besiedelt. 1699 wohnten 233 Einwohner in Bruty, 1715 gab es 31 Haushalte, 1787 hatte die Ortschaft 117 Häuser und 647 Einwohner, 1828 zählte man 107 Häuser und 868 Einwohner.
Bis 1918/1919 gehörte der im Komitat Gran liegende Ort zum Königreich Ungarn und kam danach zur Tschechoslowakei beziehungsweise heute Slowakei. In der ersten tschechoslowakischen Republik arbeiteten die Einwohner zumeist als Kleinbauern und Tagesarbeiter im örtlichen Großgut. Auf Grund des Ersten Wiener Schiedsspruchs lag er 1938–1945 noch einmal in Ungarn und wurde 1945 bei der Frontverschiebung in den Schlusstagen des Zweiten Weltkriegs zu 90 % zerstört.

## Bevölkerung
| Jahr                | 1994 | 2004    | 2014     | 2024 |
| ------------------- | ---- | ------- | -------- | ---- |
| Anzahl der Personen | 734  | 681     | 605      | 605  |
| Unterschied         |      | −7,22 % | −11,16 % | +0 % |

| Jahr                | 2023 | 2024    |
| ------------------- | ---- | ------- |
| Anzahl der Personen | 608  | 605     |
| Unterschied         |      | −0,49 % |

Nach der Volkszählung 2011 wohnten in Bruty 618 Einwohner, davon 512 Magyaren, 54 Slowaken, 14 Roma und ein Tscheche. 37 Einwohner machten keine Angabe zur Ethnie.
549 Einwohner bekannten sich zur römisch-katholischen Kirche, sechs Einwohner zur reformierten Kirche, ein Einwohner zu den Zeugen Jehovas und ein Einwohner zu einer anderen Konfession. 22 Einwohner waren konfessionslos und bei 39 Einwohnern wurde die Konfession nicht ermittelt.